# 月刊F・S・B第5号〜CHOCOLATE BOMB!〜
『月刊F・S・B第5号〜CHOCOLATE BOMB!〜』(げっかんエフエスビーだいごごう チョコレート・ボム)はFEEL SO BADの11枚目のアルバム。

## 内容
2000年第1弾アルバムは当アルバムタイトルの由来元となるバレンタインデーなどの恋愛に関する曲を主に収録した。

## 収録曲
1. SHOT IN ALL MY BODY
作詞・作曲：川島だりあ
2. COOL JUNKIES
作詞・作曲：山口昌人
3. 抱きしめて KISS×3
作詞：川島だりあ・大橋雅人　作曲：倉田冬樹
4. IN THE FICTION DAY
作詞・作曲：倉田冬樹
5. HAPPY VALENTINE
作詞・作曲：川島だりあ・大橋雅人
6. Welcome to the Earth
作詞・作曲：山口昌人
7. 知りたいことは…
作詞：川島だりあ・大橋雅人　作曲：倉田冬樹
8. ポチのシーズン
作詞：川島だりあ・大橋雅人　作曲：山口昌人
9. キョウキのような愛
作詞：川島だりあ・大橋雅人　作曲：大橋雅人
10. アホらしい愛
作詞・作曲：川島だりあ